# Övrasjön (Åseda socken, Småland)
Övrasjön är en sjö i Uppvidinge kommun i Småland och ingår i Alsteråns huvudavrinningsområde.